# Scopula cornishi
Scopula cornishi là một loài bướm đêm trong họ Geometridae.